# Lucernaria infundibulum
Lucernaria infundibulum is een neteldier uit de klasse Staurozoa. 
Het dier komt uit het geslacht Lucernaria en behoort tot de familie Lucernariidae. Lucernaria infundibulum werd in 1880 voor het eerst wetenschappelijk beschreven door Haeckel.